# Saprosites castaneus
Saprosites castaneus är en skalbaggsart som beskrevs av Lea 1923. Saprosites castaneus ingår i släktet Saprosites och familjen Aphodiidae. Inga underarter finns listade i Catalogue of Life.